# Jean-Marc Ayrault
Jean-Marc Ayrault (; n. 25 ianuarie 1950, Maulévrier, Pays de la Loire, Franța) este un politician socialist francez, de profesie profesor de limba germană, primar al orașului Nantes din 1989 și până în 2012. La data de 16 mai 2012 a preluat funcția de prim-ministru al Franței.